# Huawei Ascend Mate
Huawei Ascend Mate é um smarthphone Android desenvolvido e fabricado pela Huawei. O smartphone usa o sistema operacional Android
4.4.
Possui um processador Quad core com 1.8 GHz + Quad core com 1.3 GHz com memoria de 16 GB.

O telefone também possui uma tela de 6 polegadas 1920x1080 e uma câmera com 13 megapixels com uma resolução de 1920x1080 pixels.